# Détecteur Irvine-Michigan-Brookhaven
Pour les articles homonymes, voir IMB.

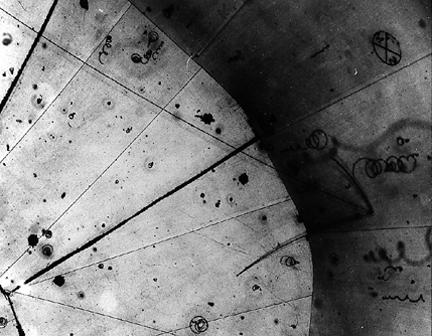
Première observation d'un neutrino en 1970.

Le détecteur Irvine-Michigan-Brookhaven, ou IMB, était un observatoire actif de 1981 à 1991 dans les recherches sur la désintégration du proton. Il était situé à Fairport, au sein d'une ancienne mine de sel de l'entreprise Morton Salt, sur les rives du lac Érié dans l'Ohio. Le projet était mené conjointement par l'Université d'Irvine, l'Université du Michigan, et le Laboratoire national de Brookhaven.
L'expérience scientifique consistait à remplir l'ancienne mine avec une quantité importante d'eau pure (8 000 tonnes), et d'observer une éventuelle décroissance radioactive dans laquelle le proton se désintègre en des particules subatomiques plus légères. L'expérience s'est révélée négative, aucune désintégration de proton ne s'étant produite, ce qui a permis aux chercheurs de conclure que la demi-vie du proton était supérieure à 6,5x1031 années.
Comme plusieurs autres détecteurs de particules créés dans le but d'observer la désintégration du proton (voir Kamiokande), il a atteint une plus grande notoriété grâce à l'observation de neutrinos, en particulier ceux de la supernova 1987A.

## Conception

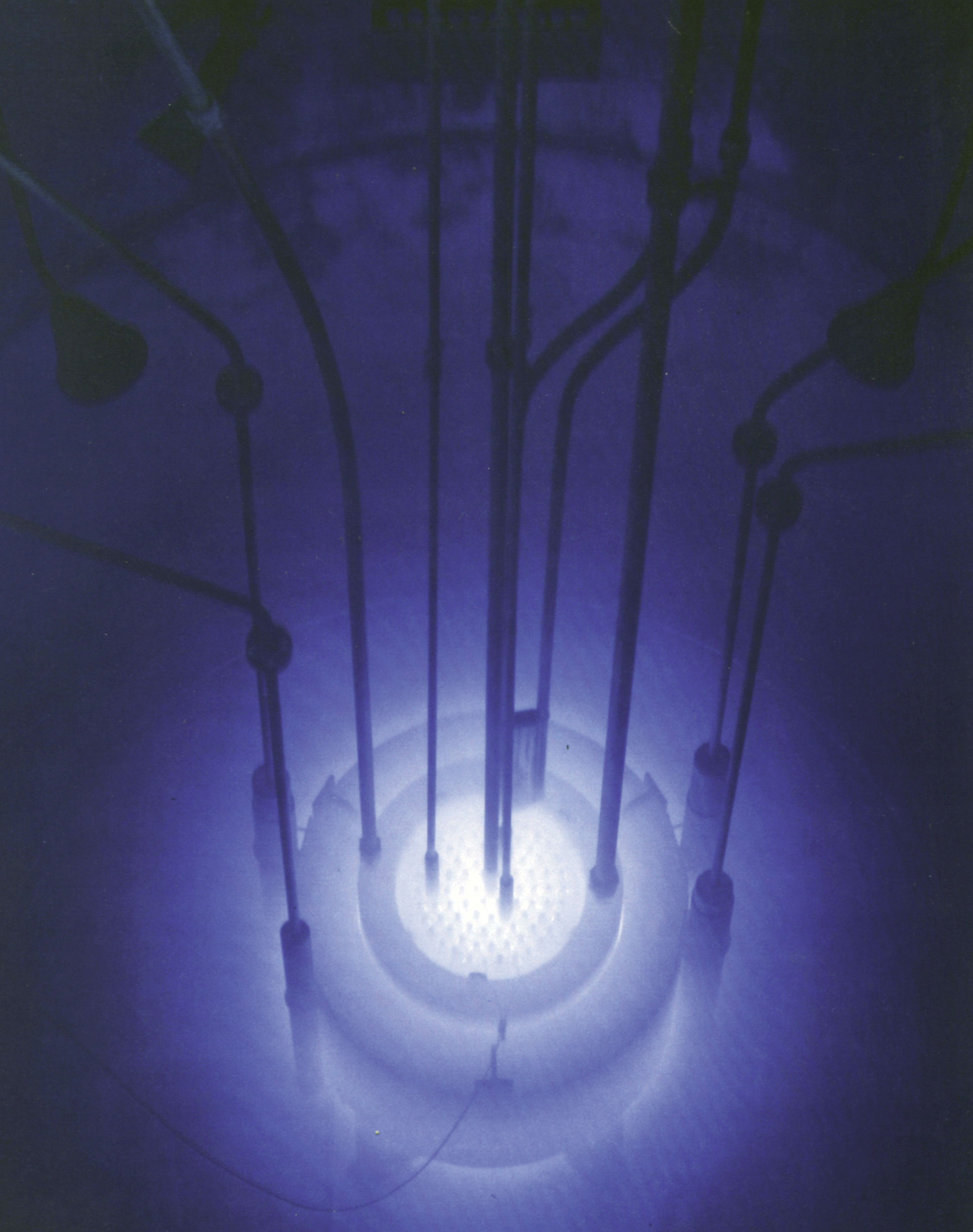
Exemple d'un rayonnement Čerenkov utilisé dans l'expérience du détecteur IMB.

Le détecteur IMB était composée d'un réservoir à peu près cubique profond de 23 mètres, long et large de 17 et 17,5 mètres, et situé 600 mètres sous terre.  Le réservoir serait ensuite rempli avec 8 millions de litres d'eau ultra pure, et serait entouré de 2 048 tubes photomultiplicateurs. Ces tubes pourraient ensuite capter les particules issues de la désintégration de protons grâce au rayonnement Čerenkov généré par ces particules. Le positionnement de ces tubes sur les six faces du réservoir permettrait de mesurer la direction des rayonnements issus ou traversant la masse d'eau.

## Historique
Les premiers travaux de forage dans la mine de sel commencèrent en 1979 et furent terminés en octobre 1981. La cuve fut partiellement remplie d'eau pure mais des fuites d'eau sont apparues assez rapidement. La force considérable générée par le poids de l'eau créa des fissures dans les parois des murs. Les murs du réservoir furent renforcés par du béton, permettant au détecteur de fonctionner à pleine capacité à la fin de l'été 1982. Les premiers résultats issus des observations du détecteur furent publiées en 1982. 
Le 23 février 1987, de manière fortuite, le détecteur enregistra huit neutrinos émis par l'explosion de l'étoile Sanduleak qui se transforma en supernova. Cette découverte était complètement inattendue ; ces événements sont très rares et imprévisibles pour une étoile aussi proche de notre galaxie (168 000 années-lumière). Le détecteur continua de recueillir des données jusqu'en 1991.

## Conclusions
Le volume d'eau de la cuve contenait à peu près 1031 protons. Après plusieurs années d'observation, aucune désintégration naturelle de proton n'a été observée. Cela a permis à l'équipe scientifique de conclure que la demi-vie d'un proton était égale ou supérieure à 6,5x1031 années. Des observations ultérieures sur d'autres projets similaires ont permis de raffiner l'estimation de la demi-vie comme supérieure à 1034 années.
Un corollaire de l'expérience du détecteur IMB fut l'observation fortuite de huit neutrinos issus de l'explosion de Sanduleak en supernova. Pendant l'explosion, la température de l'étoile près de son centre atteint 1010 degrés, résultant dans la création d'un nombre élevé de neutrinos, électrons et photons. La luminosité de l'étoile augmente par un facteur de 100 millions. Un nombre très importants de neutrinos 1047est éjecté en l'espace de quelques secondes dans l'espace environnant de la galaxie. Après 168 000 années, ces particules ont atteint la Terre avec une densité de 1013 neutrinos par mètre carré. Huit de ces nutrinos entrèrent en interaction avec des particules du réservoir et furent détectés par les tubes photomultiplicateurs en l'espace de quelques secondes. De manière similaire, onze furent enregistrés au même moment par une expérience similaire à Kamiokande au Japon.